# 吉姆·路易西
詹姆斯·A·路易西（英語：James A. Luisi，1928年11月2日—2002年6月7日），美国职业篮球运动员、演员。他在1951年的NBA选秀中第6轮第56顺位被波士顿凯尔特人选中。2002年死于癌症。